# Forsvik (fartyg)
Ångslupen David (f.d. Forsvik) byggdes 1867 vid verkstadsföretaget Lindahl & Runer i Gävle. Den fick då namnet David efter en av sina konstruktörer, David Runer.
Ångslupen har kvar sin ursprungliga ångmaskin. Effekt 5 ind hk. 
Passagerarkapacitet är idag 12 passagerare. Enligt Norrlandsposten tog slupen midsommar-afton 1867 ombord 32 passagerare per tur.
Enligt notering i Motala Verkstads förteckning över levererade produkter levererades båten till ”Linköpings Bolaget”.
| Fartygsdata | Vid leverans från varv | Idag       |
| ----------- | ---------------------- | ---------- |
| Längd öa    | 9,50 meter             | 9,50 meter |
| Bredd       | 2,00 meter             | 2,00 meter |
| Djupgående  | -                      | -          |
| Brt/Nrt     | -                      | -          |

## Historik
- 1874  Strömsbergs Bruk i Uppland köpte ångslupen från Gävle.  Ägare var familjen Greve Baltzar Julius von Platen, son till Göta Kanal byggaren Baltzar von Platen. En ångbåtsled möjliggjordes i Tämnarån genom muddringar och broombyggnader. Stensatta kajer hade anlagts och lyftkranar inköpts. Ångbåtsleden var 11 kilometer mellan Strömsberg och kajen vid Fors gods. Där järnvägen korsar Tämnarån anlades ett stickspår till en kajanläggning för lossning av malmvagnar från Dannemora gruva. Då slupen kommit till Strömsberg sjösattes hon och fick namnet Strömsberg. Ångslupen bogserade pråmar med järnmalm från Skämsta till Strömsberg samt pråmar med göt från Strömsberg till Fors gods.
- 1885   En ny ångslup Strömsberg 2 köptes in, varför den gamla Strömsberg togs upp och drogs med en ankarvagn de 30 kilometrarna till sjön Tämnaren. Hon döptes då om till Temnaren. Uppgiften blev nu att från stränderna runt sjön bogsera timmer till åmynningen för vidare flottning till sågen i Ullfors som också kommit att tillhöra Strömsbergsverken[4].

- 1930	En ny båt, Valfisken, med tändkulemotor köptes in. Slupen Temnaren lades upp som  	reservbåt.
- 1948	Timmerbogseringen på sjön Tämnaren upphörde. Såväl Tämnaren som Valfisken  	lades upp i sitt båthus.
- 1953	Sjön Tämnarens vattennivå sänktes med 0,44 meter. Båthuset hamnade då en bit från  	sjön. De båda båtarna blev kvar i båthuset.
- 1973	Båthuset hade delvis rasat samman. Endast slupen Temnaren fanns kvar. Kjell  	Lundborg i Kvarnsveden, Dalarna köpte slupen för 3 000 kr. Den transporterades  	landvägen till Norsbro sågverk vid Leksand. Renovering påbörjades. Skrovet  	blästrades och målades, tuberna i pannan byttes ut. Vid provtur i samband med  	besiktning av pannan brast en koppling i drivaxeln, maskinen rusade och  	säkerhetsventilen skadades. Slupen blev inte godkänd att användas.
- 1974	Slupen köptes av Göran Ekblad i Mölndal för 20 000 kr. Den transporterades till  	Ringön vid Göteborg. Renovering fortsatte.
- 1975	Efter ca 1 000 arbetstimmar kunde slupen sättas i trafik på sjön Sävelången vid  	Alingsås.
- 1978	Göran Ekblad med familj flyttade till Beateberg. Slupen lades i sjön Viken och  	användes där.
- 1980	Slupen lades upp på land.
- 1997	Slupen deponerades till Föreningen Forsviks Varv i Forsvik. Den renoverades för att  	kunna användas för passagerartrafik på Göta kanal. Den döptes om till Forsvik.
- 2009	April. Sedan det mesta av slupens trädetaljer bytts ut sjösattes slupen. 2009	Sommaren. Slupen får tillfälligt uppträda under namnet Baltzar i den tredje Göta  	kanalfilmen Kanalkungens hemlighet.
- 2016	Antens Kommunikationsmuseum köper slupen Forsvik och döps om till David.